# Liste des maires de Grosseto
Le maire de Grosseto (italien : Sindaco di Grosseto) est une personnalité politique élue qui, avec le conseil municipal, est responsable auprès du gouvernement de la ville de Grosseto, en Toscane, Italie. Le maire actuel est Antonfrancesco Vivarelli Colonna (it),. 

## Histoire
En 1865, le royaume d'Italie a créé la fonction de « maire de Grosseto» (Sindaco di Grosseto), nommé par le roi. De 1889 à 1926, le maire a été élu par le conseil municipal. En 1926, la dictature fasciste a supprimé les maires et les conseils municipaux, les remplaçant par un Podestà autoritaire choisi par le Parti national fasciste. La fonction de maire a été rétablie en 1944 pendant l'occupation alliée.

## Processus d'élection
Selon la Constitution italienne, le maire est membre du conseil communal (it).
Le maire de Grosseto est élu par la population de Grosseto, qui élit également les membres du conseil municipal, contrôlant les orientations politiques du maire et pouvant imposer sa démission par une motion de censure. Le maire est habilité à nommer les membres de son bureau.
Depuis 1993, le maire est élu directement par l'électorat de Grosseto: lors des élections municipales en Italie dans les villes de plus de 15 000 habitants, les électeurs expriment un choix direct pour le maire ou un choix indirect en votant pour le parti de la coalition du candidat. Si aucun candidat n'obtient au moins 50 % des voix, les deux premiers candidats passent au second tour au bout de deux semaines. L'élection du conseil municipal est basée sur un choix direct pour le candidat avec un vote de préférence : le candidat avec la majorité des préférences est élu. Le nombre de sièges pour chaque parti est déterminé proportionnellement au nombre de voix obtenues lors du scrutin.

## Royaume d'Italie (1861-1946)

### Maire de Grosseto (1865-1926)
| #  | Nom (Naissance–Mort)             | Période | Période | Parti politique | Parti politique          |
| -- | -------------------------------- | ------- | ------- | --------------- | ------------------------ |
| 1  | Domenico Ponticelli (18??–18??)  | 1865    | 1867    |                 |                          |
| 2  | Angelo Ferri (1815–1874)         | 1870    | 1870    |                 |                          |
| 3  | Ippolito Andreini (18??–18??)    | 1870    | 1879    |                 |                          |
| 4  | Ippolito Luciani (1841–1895)     | 1880    | 1886    |                 |                          |
| 5  | Benedetto Ponticelli (1840–1899) | 1888    | 1891    |                 |                          |
| 6  | Giovanni Pizzetti (1860–1937)    | 1891    | 1894    |                 |                          |
| 7  | Carlo Ponticelli (1848–1907)     | 1895    | 1902    |                 |                          |
| 8  | Egidio Bruchi (1862–19??)        | 1902    | 1919    |                 |                          |
| 9  | Tito Bolognesi (18??–1955)       | 1920    | 1921    |                 | Parti socialiste italien |
| 10 | Benedetto Pallini (1880–1960)    | 1922    | 1924    |                 | Parti libéral italien    |
| 11 | Ado Scaramucci (1892–19??)       | 1925    | 1926    |                 | Parti national fasciste  |

### Potestat fasciste (1926-1943)
| # | Nom (Naissance–Mort)         | Période | Période | Parti politique | Parti politique         |
| - | ---------------------------- | ------- | ------- | --------------- | ----------------------- |
| 1 | Ado Scaramucci (1892–19??)   | 1926    | 1935    |                 | Parti national fasciste |
| 2 | Ezio Saletti (1901–2001)     | 1935    | 1937    |                 | Parti national fasciste |
| 3 | Angelo Maestrini (1902–1945) | 1938    | 1943    |                 | Parti national fasciste |

### Maire nommé par leCLN(1944-1946)
| #  | Nom (Naissance–Mort)  | Période | Période | Parti politique | Parti politique          |
| -- | --------------------- | ------- | ------- | --------------- | ------------------------ |
| 12 | Lio Lenzi (1898–1960) | 1944    | 1946    |                 | Parti communiste italien |

## République italienne (1946-présent)

### Maire de Grosseto (1946-présent)
| #    | Nom (Naissance–Mort)                          | Période | Période  | Parti politique | Parti politique               |
| ---- | --------------------------------------------- | ------- | -------- | --------------- | ----------------------------- |
| (12) | Lio Lenzi (1898–1960)                         | 1946    | 1951     |                 | Parti communiste italien      |
| 13   | Renato Pollini (1925–2010)                    | 1951    | 1970     |                 | Parti communiste italien      |
| 14   | Giovanni Battista Finetti (1940–1983)         | 1971    | 1982     |                 | Parti communiste italien      |
| 15   | Flavio Tattarini (né en 1943)                 | 1982    | 1992     |                 | Parti communiste italien      |
| 16   | Loriano Valentini (né en 1950)                | 1992    | 1997     |                 | Parti démocrate de la gauche  |
| 17   | Alessandro Antichi (né en 1958)               | 1997    | 2005     |                 | Forza Italia                  |
| –    | Gabriele Bellettini (1943–2022)               | 2005    | 2006     |                 | Union de centre (Vice-maire)  |
| 18   | Emilio Bonifazi (né en 1961)                  | 2006    | 2016     |                 | La Marguerite Parti démocrate |
| 19   | Antonfrancesco Vivarelli Colonna (né en 1969) | 2016    | en cours |                 | Indépendant de centre droit   |